# 吉列尔莫·科里亚
基列莫·科里亚（Guillermo Coria，1982年1月13日—）是阿根廷职业网球运动员，2004年法網亚军。
他在青年組賽事中曾於1999年奪得法網冠軍，同年和同胞合作，贏得网球錦標賽的青年組雙打冠軍。

## 大满贯

### 男單亞軍（1）
| 年份 | 比賽 | 決賽對手 | 對手國籍 | 勝方比分                |
| ---- | ---- | -------- | -------- | ----------------------- |
| 2004 | 法網 | 高迪奥   | 阿根廷   | 0-6, 3-6, 6-4, 6-1, 8-6 |

## 外部連結
- 吉列尔莫·科里亚（英文/西班牙文）的官方資料
- 吉列尔莫·科里亚的國際網球總會 職業／青少年 官方資料（英文）
- 吉列尔莫·科里亚的官方資料（英文）